# DINOSAUR (B'z의 음반)
《DINOSAUR》는 2017년 11월 29일 발매한 일본의 록 듀오 B'z의 스물 번째 정규 음반이다. 이 음반은 멤버들이 보컬리스트 겸 작사가 이나바 코시의 스티비 살라스와의 콜라보레이션 음반 《CHUBBY GROOVE》, 기타리스트 겸 작곡가 마츠모토 타카히로와의 솔로 음반 《Enigma》와 《Electric Island, Acoustic Sea》와의 콜라보레이션 스튜디오 음반을 포함한 솔로 프로젝트를 중단한 후에 나왔다.
이 음반은 오리콘 주간 음반 차트, 《빌보드 재팬》 음반 차트, 《빌보드 재팬》 다운로드 음반 차트에서 1위로 데뷔했다. 연말까지 오리콘 2017년 연말 차트 18위에 올랐다.
타이틀곡은 2017년 자연재해 영화 《지오스톰》의 일본어 더빙에 실렸다. 〈King Of The Street〉은 《진삼국무쌍8》의 사운드트랙인 코에이 비디오 게임에 등장했다.

## 곡 목록
모든 곡들은 이나바 코시와 마츠모토 타카히로에 의해 작사/작곡하였다.
| #   | 제목                                 | 재생 시간 |
| --- | ------------------------------------ | --------- |
| 1.  | 〈Dinosaur〉                         | 5:11      |
| 2.  | 〈CHAMP〉                            | 3:36      |
| 3.  | 〈Still Alive〉                      | 4:41      |
| 4.  | 〈하루카 (ハルカ)〉                  | 3:38      |
| 5.  | 〈그래도 역시나 (それでもやっぱり)〉 | 5:15      |
| 6.  | 〈성명 (声明)〉                      | 3:38      |
| 7.  | 〈Queen Of The Night〉               | 3:22      |
| 8.  | 〈SKYROCKET〉                        | 3:34      |
| 9.  | 〈루프탑 (ルーフトップ)〉            | 3:53      |
| 10. | 〈약한 사나이 (弱い男)〉             | 4:07      |
| 11. | 〈사랑스러운 유령 (愛しき幽霊)〉     | 4:47      |
| 12. | 〈King Of The Street〉               | 3:39      |
| 13. | 〈Purple Pink Orange〉               | 4:56      |

## 참여 인원
B'z
- 이나바 코시 - 보컬
- 마츠모토 타카히로 - 기타

## 인증
| 국가        | 인증     | 판매량/출하량 |
| ----------- | -------- | ------------- |
| 일본 (RIAJ) | 플래티넘 | 240,846       |